# 蓝豆娘鱼
蓝豆娘鱼（学名：Abudefduf coelestinus）为雀鲷科豆娘鱼属的鱼类。分布于红海、印度洋非洲东岸至太平洋中部、北至日本、台湾岛以及西沙群岛、南沙群岛、海南岛、广东沿海等。